# René Ruitenberg
René Ruitenberg (Wezep, 8 december 1970) is een Nederlands voormalig marathonschaatser en een voorganger.

## Biografie
De eerste belangrijke prestatie van Ruitenberg was in 1992 toen hij het Nederlands kampioenschap marathonschaatsen op kunstijs won. In 1997 won Ruitenberg de KNSB Cup. In totaal heeft hij zeven competitiewedstrijden op kunstijs gewonnen. Op natuurijs won hij in 2002 het ONK in Zweden op het Orsasjön bij Mora en in 1997 de USA Marathon en de Veluwemeertocht. Tijdens de Elfstedentocht van 1997 finishte hij als dertiende. Hij werd echter uit de uitslag gehaald omdat hij een stempelpost had gemist. René Ruitenberg is gestopt met marathonschaatsen na het seizoen 2011-2012. In het daaropvolgende seizoen werd hij ploegleider bij Team Van Werven.
Ruitenberg werd op 1 april 2010 directeur van stichting Sports Witnesses. Op 1 januari 2011 veranderde de naam van de stichting door zijn toedoen in Geloofshelden. Hij werd voorganger in een evangelische gemeente en heeft het fulltime bedrijven van topsport ingeruild voor activiteiten op het gebied van het christelijk geloof.
René Ruitenberg is de jongere broer van Henri Ruitenberg.